# 国家畜禽遗传资源委员会
国家畜禽遗传资源委员会，原称国家家畜禽遗传资源管理委员会，中华人民共和国农业农村部下属委员会，根据畜禽种类分设有猪、家禽等专业委员会。

## 历史
1980年代后，中国引入大批外国猪种，市场更偏好瘦肉型猪等原因，中国地方猪种和培育猪种的数量日益减少，有的猪种甚至濒临绝迹。根据1994年《种畜禽管理条例》规定出台，1996年1月4日，中国农业部成立“国家家畜禽遗传资源管理委员会”，以加强对畜禽遗传资源的管理和保护，工作机构设在全国畜牧兽医总站。该委员会负责协助行政管理部门总体负责家畜遗传资源管理工作，下设有猪品种审定专业委员会。
2007年4月，农业部将国家家畜禽遗传资源管理委员会重组为“国家畜禽遗传资源委员会”，设立猪、家禽、牛马驼、羊、蜜蜂和其他畜禽等6个专业委员会。该委员会负责畜禽遗传资源的鉴定、评估和畜禽新品种、配套系的审定等工作。办事机构设在全国畜牧总站。第一届委员会成立后，先后完成全国畜禽遗传资源调查、《中国畜禽遗传资源志》编写、畜禽遗传资源鉴定和新品种配套系审定、畜禽遗传资源进出口技术评审及资源保护的技术培训和咨询等工作。2012年3月22日，农业部发布了第二届委员会成员名单，部分委员会成员进行调整，仍分设6个专业委员会。2017年8月29日，农业部公布第三届委员会成员名单，专业委员会调整为猪、家禽、牛、羊、马驴驼、蜜蜂和其他畜禽7个。2023年，农业农村部成立第四届国家畜禽遗传资源委员会，设有猪、牛、羊、马驴驼、家禽Ⅰ、家禽Ⅱ、兔和特种家畜、蜂、蚕等9个专业委员会。